# La Provincia Pavese
La Provincia Pavese — ежедневная газета на итальянском языке, выпускаемая в городах провинции Павии. 

## История
Первый выпуск газеты вышел 17 июля 1870 года. Изначально выпускалась под названием La Canaglia. 4 июня 1879 года издание изменило название на La Provincia Pavese. Издание позиционирует себя как «патриотический и прогрессивный, свободный голос Павии». Её основателем и первым директором стал Контардо Монтини, сторонник маззинианской идеологии, выходец из рядов добровольцев Гарибальди.
В 1906 году Абеле Боэрчио приобрёл издание. С 1 декабря 1907 года Provincia Pavese стало выходить ежедневно. Во время Первой мировой войны газета поддерживала участие Италии в войне. Среди павийцев, погибших на фронте, был главный редактор издания Карло Риделла, который погиб на Карсте в 1917 году.  
Боэрчио поддержал режим Бенито Муссолини, который в 1924 году распорядился закрыть издание. Публикация газеты возобновилась лишь в 1943 году, но вскоре была прервана нацистской оккупацией. В июле 1945 года Комитет национального освобождения передал Боэрчио право собственности и руководство над газетой, которая вновь начала работать в полном объеме.
В 1978 году на некоторое время должность директора занял павийский писатель и карикатурист Мино Милани.
Кардинальные изменения в истории издания произошли в начале 1980-х годов, когда Боэрчио продал газету компании Gruppo Editoriale L'Espresso под руководством Карло Караччоло. Издание перешло на таблоидный формат и, следуя общей стратегии компании, начало внедрять инновационные подходы к освещению местных событий. Этот шаг способствовал росту популярности газеты среди читателей.  
Позднее были открыты отдельные редакции в двух крупнейших городах провинции, помимо её столицы, — Вогере и Виджевано. Газета также начала выпускать три региональных издания, охватывающих различные части провинции: Павезе, Ольтрепо и Ломеллину.
В 1997 году Provincia Pavese запустила онлайн-эксперимент: совместно с университетом Павии был создан информационно-сервисный сайт. В сентябре 1999 года газета начала использовать цвет в печати и обновила графическое оформление.
В 2013 году тираж газеты составил 16 585 экземпляров. По данным Espresso Group, в 2014 году тираж сократился до 15 700 экземпляров.
В феврале 2024 года стало известно, что GEDI ведёт переговоры о продаже La Provincia Pavese. Личность потенциального покупателя пока не раскрывается.

## Тираж
| Год  | Тираж  |
| ---- | ------ |
| 1980 | 9 523  |
| 1985 | 18 501 |
| 1990 | 23 825 |
| 1991 | 24 206 |
| 1992 | 26 445 |
| 1993 | 27 006 |
| 1994 | 26 493 |
| 1995 | 24 962 |
| 1996 | 24 620 |
| 1997 | 24 459 |
| 1998 | 24 900 |
| 1999 | 24 701 |
| 2000 | 24 803 |
| 2001 | 24 702 |
| 2002 | 23 626 |
| 2003 | 23 251 |
| 2004 | 22 616 |
| 2005 | 22 119 |
| 2006 | 21 809 |
| 2007 | 22 085 |
| 2008 | 21 447 |
| 2009 | 21 385 |
| 2010 | 19 780 |
| 2011 | 18 986 |
| 2012 | 17 386 |
| 2013 | 16 546 |
| 2014 | 15 701 |
| 2015 | 14 587 |
| 2016 | 13 672 |
| 2017 | 12 261 |
| 2018 | 11 247 |